# セッジール
セッジールはイランの中距離弾道ミサイル。
セッジール (Persian: سجیل,  "焼いた粘土"を意味する (クルアーンのSurat al-Filを参照))は液体燃料のシャハブミサイルを更新する 固体燃料の弾道ミサイルである。アメリカ国防総省によるとセッジールはアーシュラーやGhadr-110)やSamenと一致するという。

## セッジール-1
セッジール-1は2段式の固体燃料地対地ミサイルで報告によると射程は1930kmでイスラエルとヨーロッパの一部を射程に収める。2008年11月12日に発射実験に成功した。イランは純粋に防衛目的であると主張している。固体燃料式の弾道ミサイルの自国開発に成功したため、これは大陸間弾道ミサイル開発の布石との見方がある。

### 設計
ジェーンズによると詳細は多段式で固体燃料である事以外は発表されていない。イスラエルの弾道ミサイル防衛組織のUzi Rubenは"イランの他のミサイルは異なりセッジールはいかなる北朝鮮やロシアや中国やパキスタンのミサイルとも似ていないという。それはイランのミサイル能力が飛躍した事を示している。"Rubinはセッジール1の状態に関して"イランに配備された多段式ミサイルは大陸間弾道ミサイルを配備する能力を獲得した事を意味する。"と語った。 固体燃料ロケットは液体燃料ロケットよりもはるかに兆候が少なく打ち上げ地点を攻撃する事は遥かに困難であるので兵器としてセッジール1はイランの敵に対してによってより大きな脅威となる。

## セッジール-2
セッジール-2は改良型のセッジールである。セッジール-2は2段式の固体燃料ミサイルで2009年5月20日に発射実験が行われ、射程は約2000kmだとされる。 セッジール-2地対地中距離弾道ミサイルの最初の試験は実際の打ち上げ試験の8ヶ月前にイラン中部のセムナーン州で試験された。より優れた誘導装置、探知装置、積載量、射程、保管期間、即応性、低視認性に改善された。 On December 16, 2009,an upgraded version of Sejil-2 was test fired.
新型のセッジール-2は軌道投入と同様に再突入までの動力飛行時間が早くなった。同様にミサイル警戒システムでの検知が困難になるようにレーダー波を反射しにくい素材で覆われた。新しい機動性に優れたミサイルは発射準備に要する時間を減らす。政治評論家のKiyan Nader Mokhtariはこの新しいミサイルの特徴に関して"新しいエンジンと燃料は試験され今では高い信頼性がある。最新の試験の成果が導入され核弾頭の搭載も視野に入れているのだろう。"と述べた。さらに"幾つかの核弾頭は戦時下において敵の対ミサイル防衛システムをかいくぐって到達するように設計されている。"と付け加えた